# Oulad Ouchih
Oulad Ouchih (franska: Oulad Ouchih (CR), Oulad Ouchih (Commune Rurale), arabiska: قصر بجير) är en kommun i Marocko.   Den ligger i provinsen Larache och regionen Tanger-Tétouan-Al Hoceïma, i den norra delen av landet, 140 km nordost om huvudstaden Rabat. Antalet invånare är 22 426.